# 도쿄 증권거래소

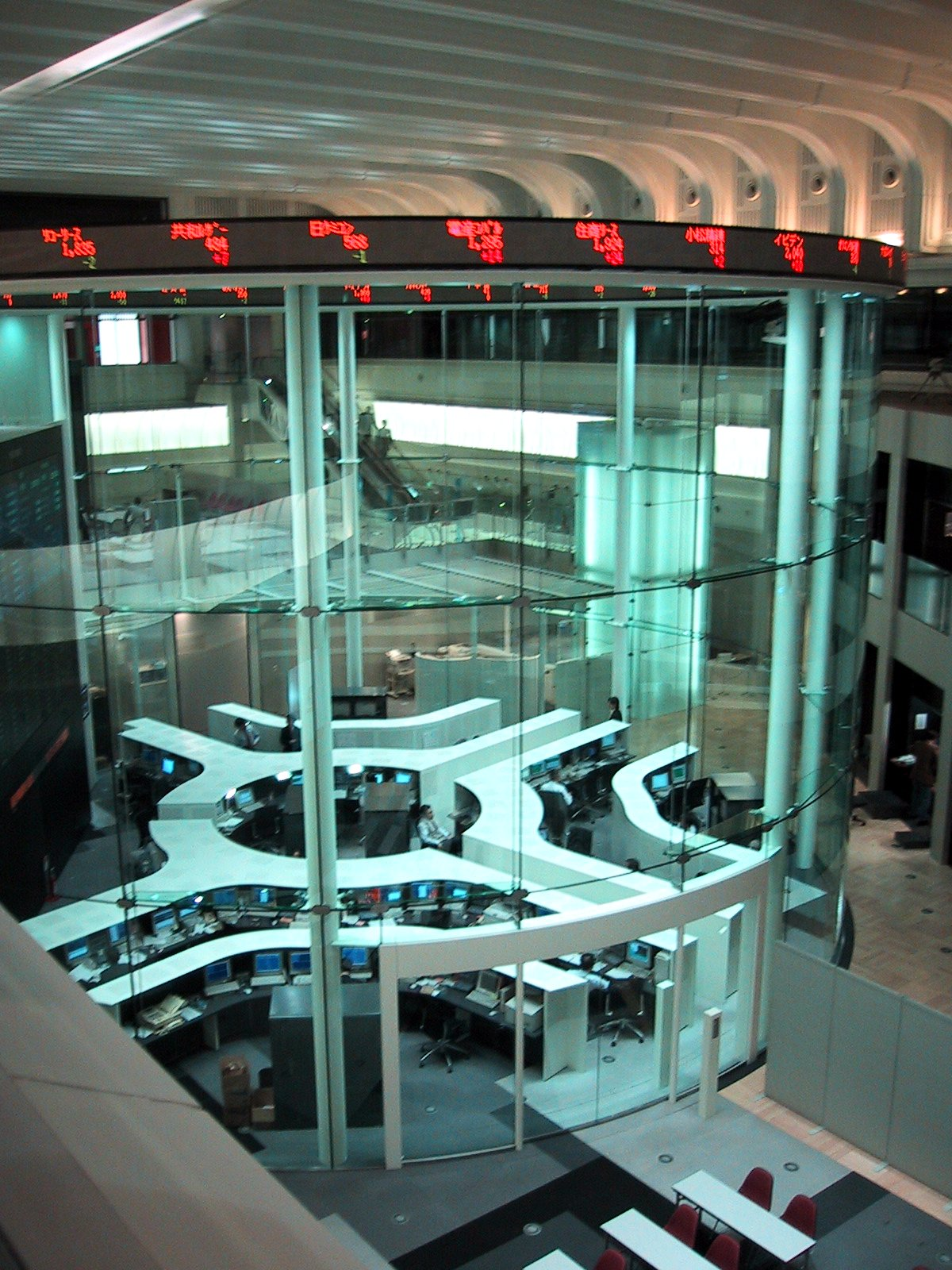
도쿄 증권거래소

도쿄 증권거래소(일본어: 東京証券取引所, TSE)는 도쿄도 주오구에 있는 일본의 핵심이자 아프로-유라시아 대륙 최대의 증권거래소이다. 뉴욕 증권거래소와 나스닥과 함께 세계 경제의 중추이며, 현재 미국의 뉴욕증권거래소와 나스닥에 이은 세계 5위의 증권 거래소이다.

## 개설
1949년에 증권거래법에 근거해서 설립되었다. 그 후 오사카 증권거래소와 나고야 증권거래소와 공동으로 3시장(三市場)으로 불렸다. 2013년 1월, 도쿄 증권거래소와 오사카 증권거래소를 통합해 지주회사 일본 거래소(JPX)를 출범시켰다.